# Чирмйок
Чирмйок (Чурмйок; рос. Чирмйок, Чурмйок) — невелика річка на Кольському півострові, протікає територією Ловозерського району Мурманської області, Росія. Належить до басейну річки Кола, впадає до озера Коут'явр, з якого потім витікає річка Орловка.
Річка бере початок з північно-східного підніжжя гори Кукеснюнь. Протікає спочатку на північний схід, потім плавно повертає на північний захід. Впадає до озера Коут'явр в його східній частині. Нижня течія заболочена. Береги заліснені. Приймає декілька дрібних приток.